# Biocombustible

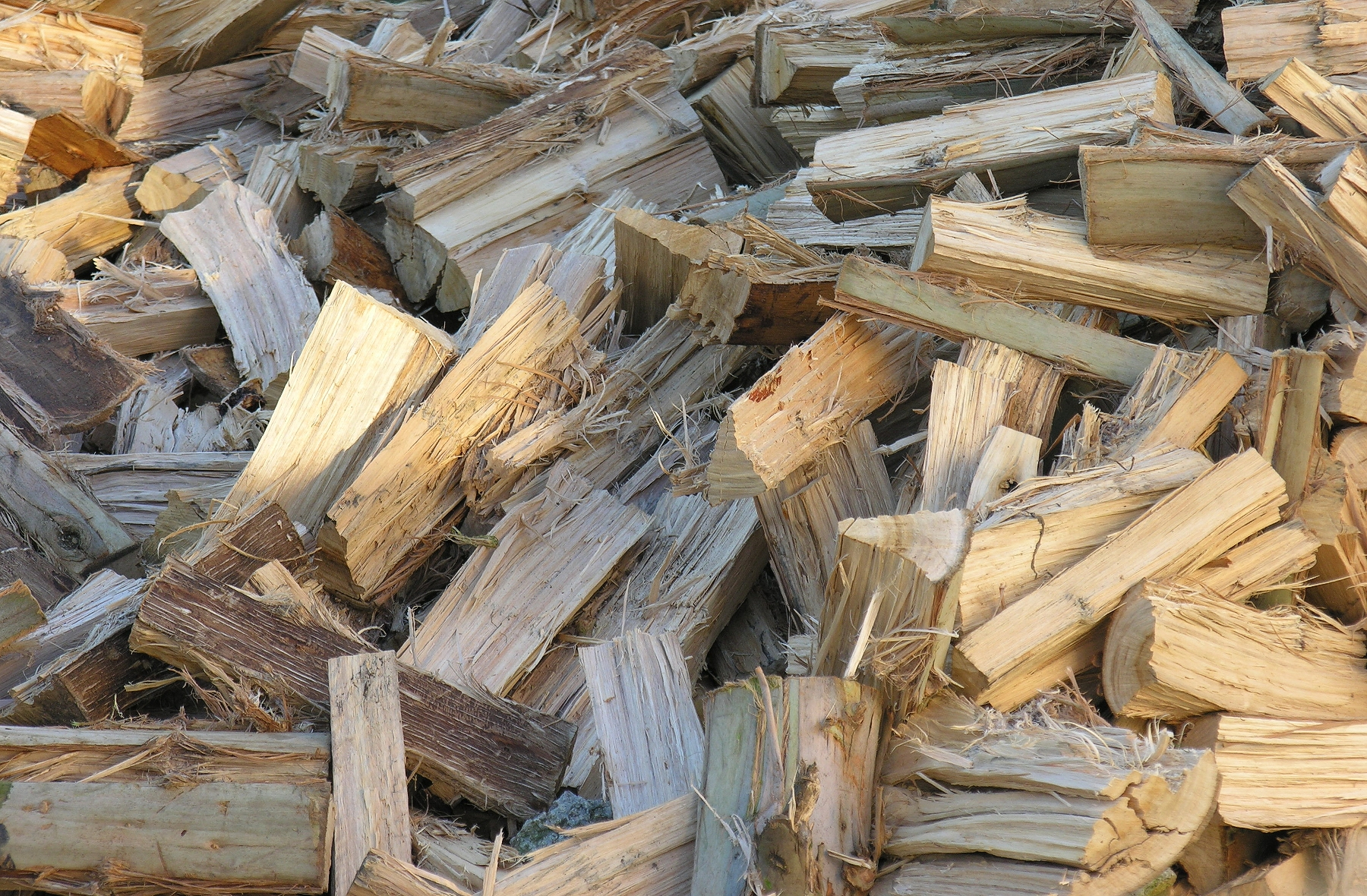
Malgrat el risc de desforestació en alguns indrets, la fusta és el biocombustible més usat al món, sense necessitat de cap etiqueta comercial que la faci semblar verda o biològica.

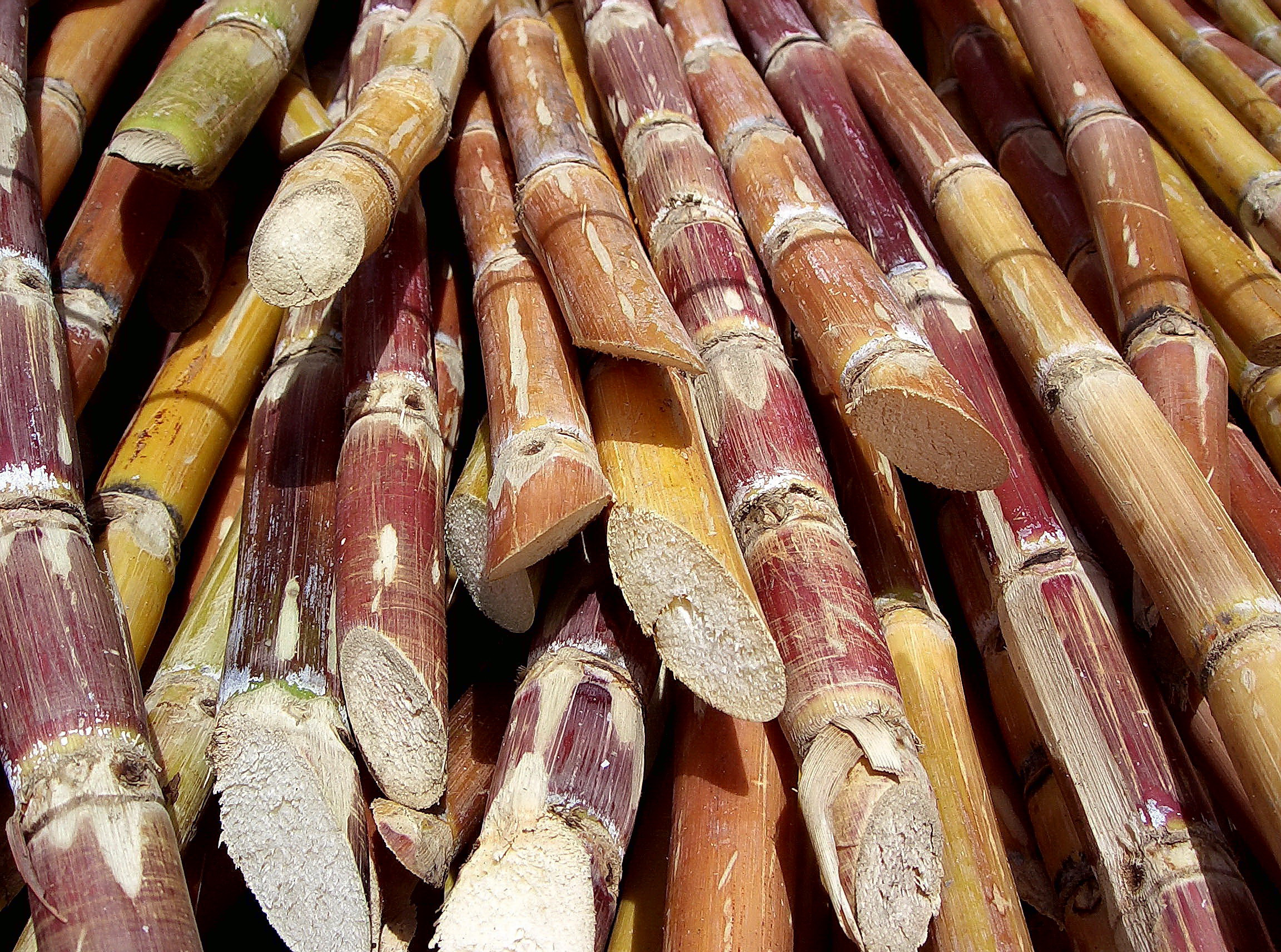
La canya de sucre, com la remolatxa, es pot usar per a obtenir sucre (aliment) o com a primera matèria d'un combustible (bioetanol), en comptes de l'urani o el gas natural, per exemple.

Un agrocombustible  o biocombustible és el terme amb el qual es denomina a qualsevol tipus de combustible obtingut de biomassa (sobretot vegetals i altres éssers vius que fixen l'energia del sol mitjançant fotosíntesi) o dels seus residus, com per exemple la fracció orgànica de deixalles, els quals són tractats per obtenir un agregat d'alt poder calorífic. El seu ús és controvertit, ja que presenta problemes de sostenibilitat i capacitat de càrrega sense disminuir la contaminació atmosfèrica que presenten altres tipus de combustibles, com per exemple els fòssils, ni considerar-se a efectes pràctics fonts d'energia renovable.
Alguns bioetanols i biodièsels, per exemple, poden substituir totalment o parcialment alguns combustibles fòssils tradicionals al transport. Tanmateix aquests tenen una Taxa de Retorn Energètic (TRE) inferior a 1 o molt propera a ell, cosa que significa que el balanç energètic és zero o negatiu: cal més energia per a produir-lo que la que s'obté de la seva combustió. Com a referència, el carbó a les centrals tèrmiques actualment té una TRE de 9 (era de 80 als anys 40), l'energia hidroelèctrica una de més d'11 i el petroli als 40 en tenia una de 100, és a dir que per a obtenir cent calories de petroli hom havia d'invertir una sola en la seva obtenció i tractament.
Cal destacar que no són combustibles sostenibles ni els conreus que requereixen es renoven prou ràpidament respecte a la demanda per a poder ser considerats, tècnicament, com a energies renovables. Presenten els mateixos problemes d'efecte hivernacle que els combustibles fòssils, i alguns contaminen més. Presenten un problema greu d'ocupació del sòl, amb conseqüències que van de la desforestació a la manca d'aliments i de primeres matèries per a l'abric o per a medicaments. Algunes explotacions es fan amb agricultura extensiva en indrets on les persones que hi treballen moren de fam perquè no hi ha cultius d'aliments ni tenen prou diners ni l'estructura necessària per a importar-los.

## Biocombustibles o agrocombustibles?

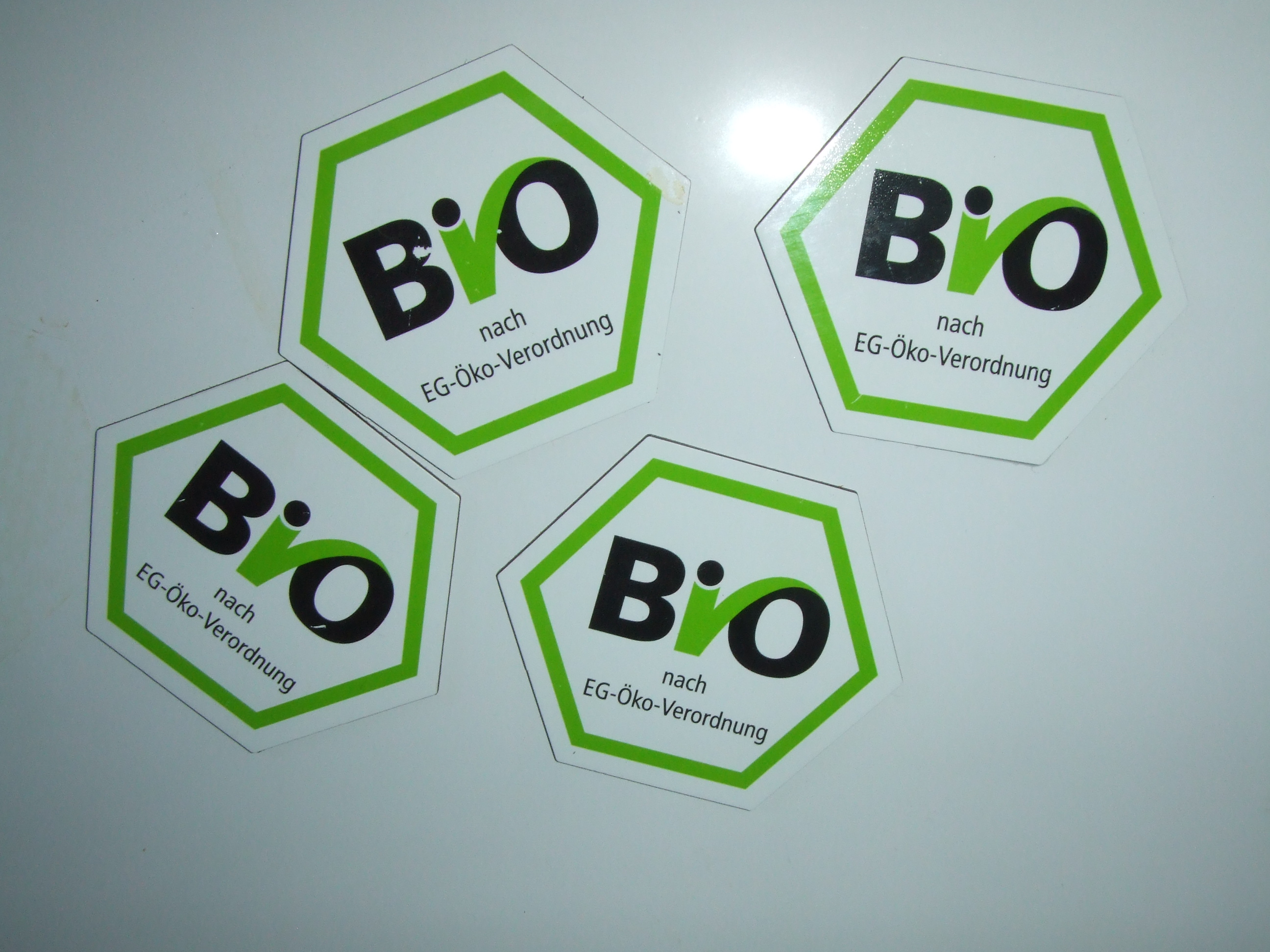
Etiquetes amb el mot "bio"

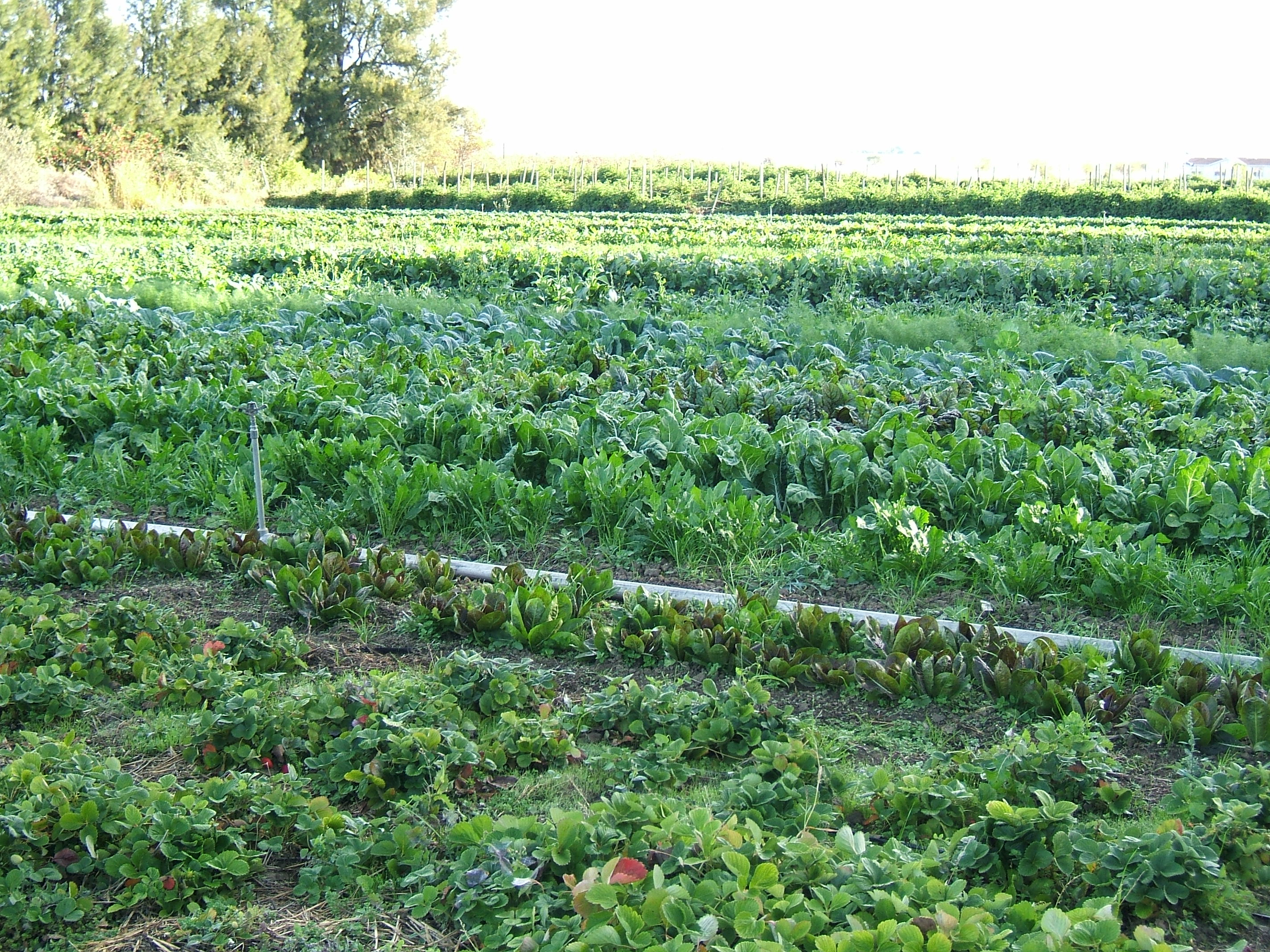
Cultiu ecològic o bio

En principi, el prefix grec «bio» en grec, bios, que vol dir vida, viu.
Des de finals del segle xx, aquest prefix «bio» s'ha afegit, no sempre amb prou rigorositat, a aliments i productes als quals, tant tota la primera matèria utilitzada com ells mateixos, han estat produïts segons uns procediments específics que inclouen valors ètics i mediambientals. La legislació europea i espanyola exigeix una sèrie de requisits detalladament establerts per a poder afegir legalment el logotip oficial de producte "bio", encara que també existeixen molts logotips inventats (enganyosos) que no volen dir res, per a identificar els productes provinents d'agricultura biològica (també coneguda com a agricultura ecològica i com a agricultura bio).
L'ús del prefix bio- en mots com biocombustible és controvertit. Fa anys alguns van considerar-los font d'energia alternativa i fins i tot alguns països es van fixar com a meta augmentar-ne la quantitat al mix energètic nacional. Avui la tendència mundial és minimitzar-los i, per exemple, l'Organització de les Nacions Unides per a l'Agricultura i l'Alimentació (FAO) ha demanat una moratòria en el seu ús front l'actual crisi alimentària.
Per això experts, consumidors, lingüistes, comunicadors i alguns polítics) estimen que el mot biocombustible és enganyós, ja que, voluntàriament o no, avui fa pensar en agricultura ecològica i d'uns valors positius afegits que alguns industrials poden voler fer veure que els biocombustibles tenen, quan no és el cas. Al segle xxi hom proposa la caducitat del terme biocombustible per a un combustible no obtingut per mitjà d'agricultura ecològica (de moment no n'hi ha) i la substitució d'aquest mot pel d'agrocombustible, per a designar un combustible obtingut a partir de productes obtinguts de l'agricultura, com és el cas dels olis vegetals, la cel·lulosa, sucres vegetals, etc. i en particular pel biodièsel (agrodièsel), el bioetanol (agroetanol) i el combustible obtingut a partir d'algues cultivades.

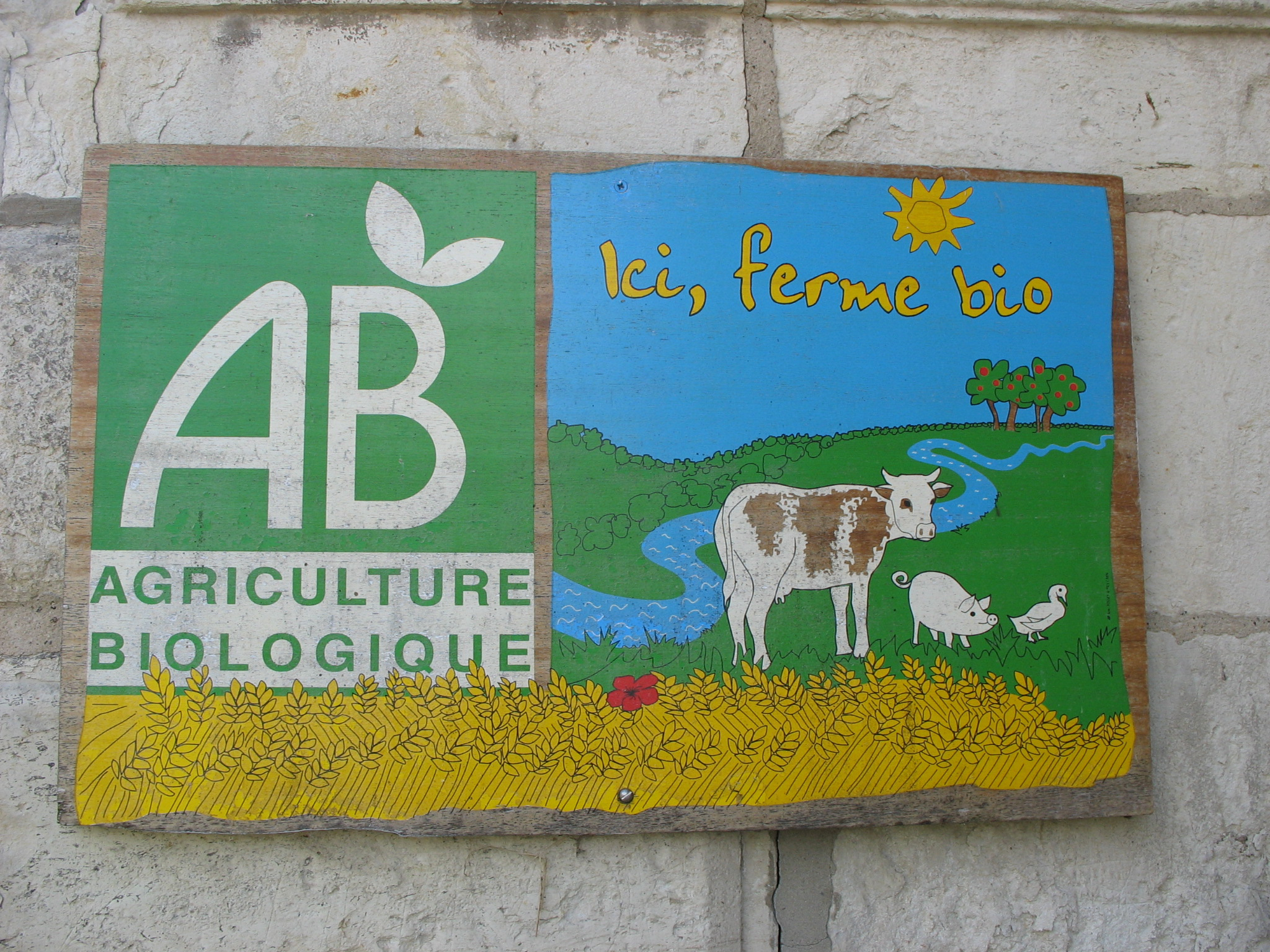
A l'esquerra, logotip oficial a França

A Europa diverses organitzacions i partits polítics estan gestionant el canvi oficial i legal d'aquest nom, perquè el seu mal ús constitueixi legalment un frau i un delicte punible. Per exemple, a Suïssa, el 2007 va haver-hi una demanda a l'Oficina Federal de l'Agricultura del país, l'OFAG, per a modificar totes les lleis i textos oficials suïssos de manera que el mot biocombustible s'elimini completament i sigui reemplaçat per agrocombustible. Al senat francès el mot biocombustible va ser substituït pel d'agrocombustible el 2009, van votar a favor el partit de dretes UMP i el partit dels Verds francès.
Aquestes matisacions lingüístiques i legals referents a noves tecnologies no són estranyes, un exemple similar recent va ser, per exemple, la substitució d'energia alternativa per energia renovable, si era el cas, o altres paraules.

## Evolució dels biocombustibles

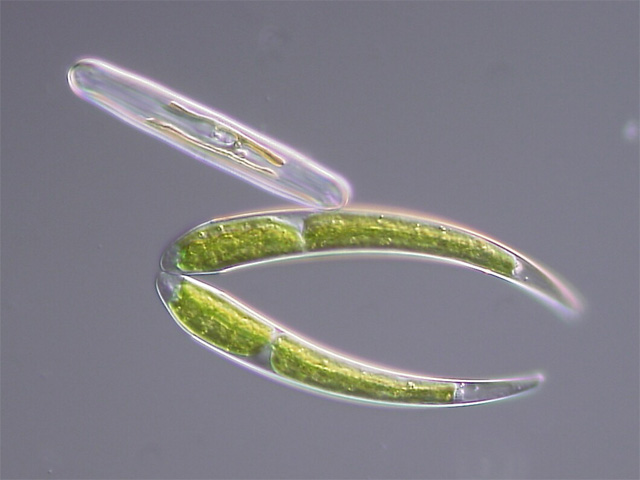
Microalgues diatomees reproduint-se, vistes al microscopi

Els biocombustibles es poden classificar en generacions segons les successives onades en què s'han anat dissenyant, a partir dels coneixements tecnològics del moment i els requeriments socials (benefici social) o de negoci (benefici econòmic o empresarial) dels inversors públics o privats. El 2011 hom pot parlar de quatre generacions:

### Biocombustibles de primera generació
És la més antiga, està formada per agrocombustibles capaços de generar calor en ser cremats però que encara tenen un impacte ambiental millorable i sobretot que presenten greus problemes ètics i de sostenibilitat pel fet d'entrar en competència amb els conreus amb objectius alimentaris. Està formada pel bioetanol; extret de canya de sucre, blat o blat de moro; i el biodièsel; extret de colza, gira-sol o palma.

### Biocombustibles de segona generació
Està formada pels biocombustibles que intenten reutilitzar i donar un valor (un preu diferent de zero) als residus vegetals que es generen al manteniment i cura agrícola, forestal i de zones verdes urbanes. Provenen de fusta, tiges, fulles i palla i sembla que la totalitat d'aquesta matèria vegetal podrà ser reciclada. No s'espera que es llancin al mercat fins a la segona dècada del segle xxi.

### Biocombustibles de tercera generació
Està basada en la capacitat que tenen algunes microalgues a multiplicar-se ràpidament i a acumular olis i sucres. La intenció és aplicar-los, igual que els de segona generació, com a combustibles de suport que ajudin a consumir menys combustibles exhauribles clàssics (fòssils, nuclears) alhora que tracten i donen valor a residus irremeiablement generats i la producció dels quals ja s'ha intentat minimitzar. Aquests biocombustibles d'algues s'han començat a produir industrialment per primera vegada al món el 2011, a Alacant.

### Biocombustibles avançats o de quarta generació
- Si la seva industrialització és viable i passa les potencials barreres legals, es basaran en microorganismes modificats genèticament usats per a la producció d'hidrocarburs.[8]

## Aliments i biocombustibles
El problema és que els productes alimentaris són precisos. El repte per als anys vinents serà desenvolupar la creació dels biocombustibles en la segona i tercera generació, incloure l'ús de catalitzadors.

## Comparació entre biocombustibles i combustibles fòssils

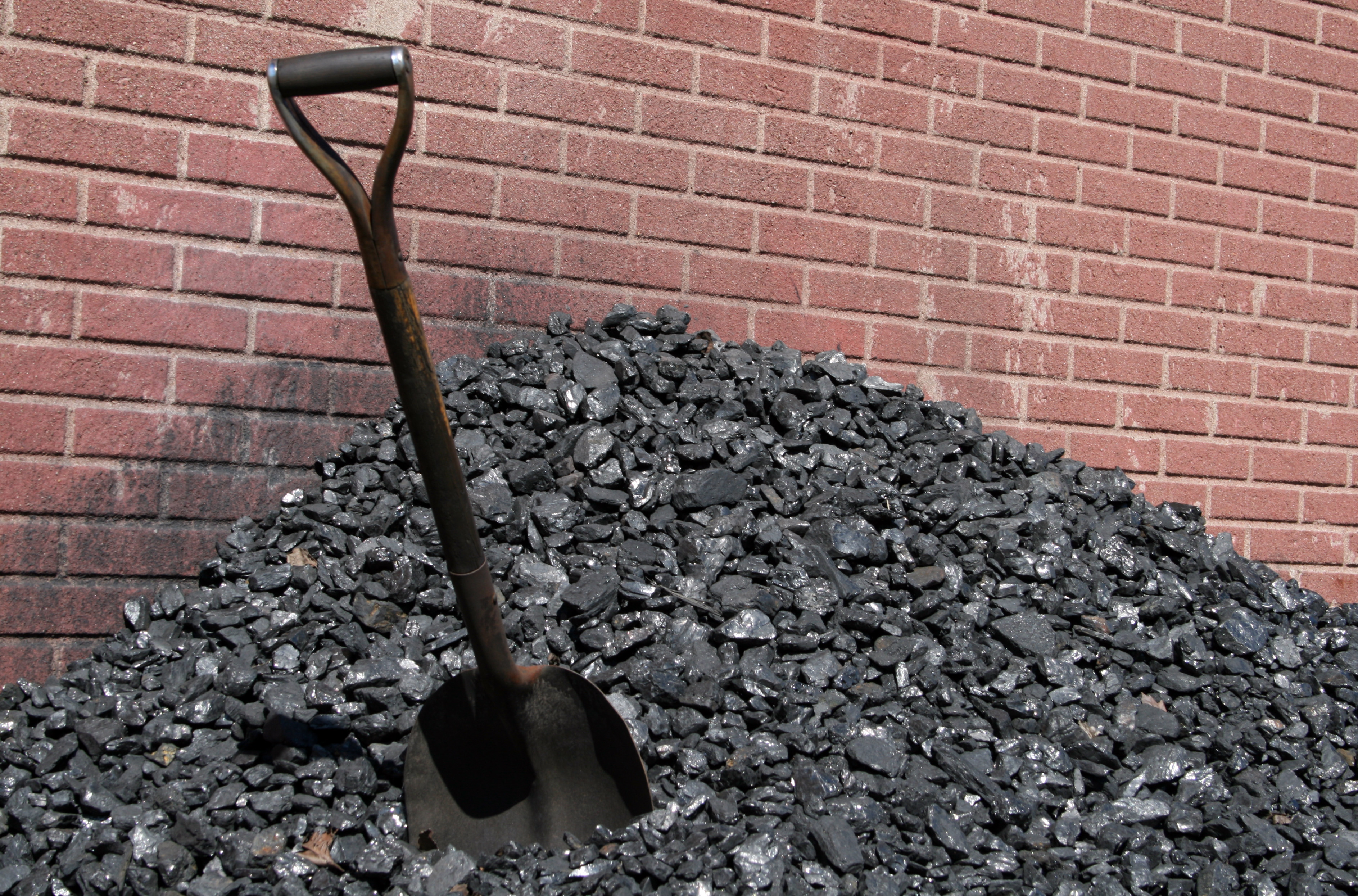
Pila de carbó, un dels principals combustibles fòssils.

Els avantatges dels biocombustibles davant dels combustibles fòssils no són un tema que estigui gaire clar ni en el que tothom està d'acord. En tots dos casos es tracta d'hidrocarburs que, en ser cremats, emeten CO₂ i aigua. La diferència més important és que en els primers aprofitem les emissions de carboni a l'atmosfera terrestre per produir-los, intentant així tenir un combustible on les emissions globals dels processos de formació i combustió siguin nul·les. A més, els biocombustibles són més fàcils d'obtenir, ja que es fa a partir de productes naturals i quotidians, sobretot amb olis. Els segons, en canvi, són el resultat de la fossilització de la matèria orgànica, procés que triga milions d'anys a dur-se a terme. És per això que els combustibles fòssils no són una energia renovable.
Un exemple important de cada tipus és el biodièsel, en el cas dels biocombustibles, i el gasoli, en el cas dels combustibles fòssils. Les emissions de CO₂ per tots dos casos no tenen una diferència massa significativa, però en el cas del biodièsel el CO₂ emès es reaprofita en les plantes de producció d'aquest tipus de combustible. La idea és que el global d'emissions en tot el procés sigui molt menor.

## Avantatges i inconvenients
Alguns biocombustibles tenen actualment un cost econòmic més baix que els fòssils. El seu preu depèn molt de les taxes (impost) que els imposi el govern de cada Estat. En alguns països aquests cultius estan subvencionats, cosa que interessa als agricultors que s'hi dediquen.
Aquests combustibles contaminen més que els nuclears i almenys igual que els combustibles fòssils, pel que fa per exemple al diòxid de carboni causant de l'efecte hivernacle. Els fems animals contenen una elevadíssima quantitat de nitrits, nitrats i sulfats; que si no s'extreuen com a part del tractament per a ser transformats en combustible, comporten una major contaminació atmosfèrica que els derivats del petroli. Cal tenir en compte també que el poder calorífic dels fems humans és molt baix, i encara és una mica menor el dels animals herbívors, com per exemple les vaques.
En una època els biocombustibles van ser classificats dins de l'energia alternativa, en el sentit que es presentaven com a alternativa als combustibles existents fins aleshores. No es consideren però, estrictament ni tècnicament, com a combustibles renovables, ja que la seva taxa de producció és molt inferior a la de consum. Tampoc és viable que substitueixin cap altre combustible en un percentatge significatiu: faria falta la superfície total d'uns quants planetes Terra només amb els conreus de vegetals necessaris per a substituir l'energia obtinguda actualment pels combustibles fòssils. En general no són sostenibles com a combustibles, excepte els que tenen com a únic objectiu reduir els residus (biogàs).
El consum d'aigua i d'energia per a obtenir aquests productes és molt alt. Com a resultat, el balanç energètic total és negatiu, gastem més energia a produir aquests combustibles que la que aporten a la seva combustió. Els que els fan al·leguen que en contrapartida és una mena d'energia que es pot usar com a combustible a un vehicle, cosa que no passa amb l'aigua i altres dels combustibles emprats a fabricar-los.

### Aspectes positius
1. Augment de la quantitat de CO₂ fixada per a obtenir una quantitat concreta d'energia tèrmica i/o elèctrica en comparació amb l'ús de combustibles tradicionals fòssils i els seus derivats com la gasolina, el gasoil...
2. Els biocombustibles redueixen les emissions de monòxid de carboni en comparació amb la gasolina convencional o el dièsel derivat del petroli. A més, els gasos emesos durant la utilització d'aquests són menys perjudicials per a la salut humana.
3. Aquests combustibles són més fàcils d'emmagatzemar i manipular que els combustibles fòssils.
4. Es disminueix el risc d'inici i propagació d'incendis forestals en el cas d'extreure residus de la muntanya. És el cas de l'ús dels mateixos per obtenir llenya i/o estelles. Si s'extreu la palla dels cereals, es disminueix l'incendi d'aquest biocombustible en el camp.
5. Es disminueix l'atac per part dels insectes xilòfags que s'alimenten la fusta tallada i de les branques seques caigudes a la muntanya.
6. Se n'aprofiten uns residus sòlids (d'indústries alimentàries com la closca de l'arròs o la de l'ametlla) o líquids (lleixius negres, purines, etc.) que abocats en el medi ambient hi provocarien efectes perjudicials.
7. Disminució de la dependència dels combustibles fòssils i el que això comporta.

### Aspectes negatius
1. L'increment de la demanda de biocombustibles provoca que moltes terres de cultiu d'aliments es destinin a cultius energètics i que s'hagin de desforestar boscos tropicals i sabanes.
2. La renovació dels sòls no és suficientment ràpida com per proveir la demanda.
3. Es produeix un augment d'emissions de contaminants que excedeixen molt dels patrons de qualitat de l'aire, constituint fonts de producció d'òxids de nitrogen, que contribueixen en la formació d'ozó i concentracions alarmants d'Hidrocarbonats Policíclics Aromàtics (HPA), reconeguts com a cancerígens, a més del risc que sotmeten a la fauna i la flora.

Com a conclusió podem dir que la producció de biocombustibles a partir de monocultius a gran escala no és cap solució al canvi climàtic o a la pobresa. El canvi cap a la producció massiva de cultius destinats a la producció de biocombustibles suposa una amenaça substancial per al medi ambient, com ha demostrat un estudi de The Nature Conservancy: “Convertir els boscos tropicals, torberes, sabanes i prats per a la producció de biocombustibles al Brasil, al sud-oest de l'Àsia i els Estats Units crea un ‘deute de carboni dels biocombustibles' alliberant de 17 a 420 vegades més diòxid de carboni en l'atmosfera respecte als combustibles als quals voldria substituir.”
Altres aspectes negatius que comporta la seva producció són un ús massiu d'aigua per al rec, empobriment del sòl, contaminació amb pesticides i fertilitzants, pèrdua de la biodiversitat i ecosistemes hídrics, despoblament de les zones rurals, desforestació,
increment dels preus dels aliments i augment de la crisi alimentària global.

## Principals biocombustibles

### Biogàs

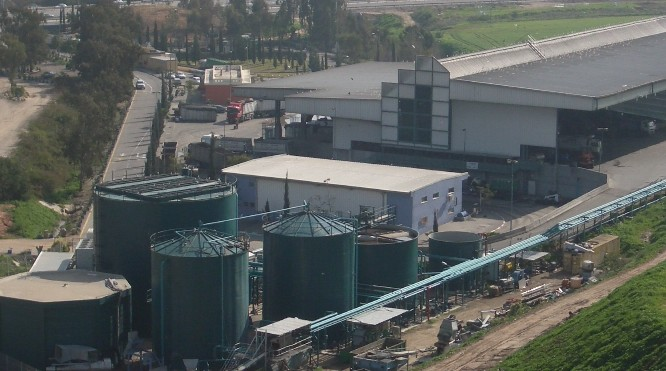
Planta de tractament d'escombraries per a obtenir fertilitzant (compost) i metà (biogàs)

Es denomina biogàs a aquell gas creat mitjançant la fermentació bacteriana de la matèria orgànica, en absència d'oxigen. Pot realitzar-se tant en medis naturals com en dispositius específics per la creació del gas. El producte obtingut es troba conformat principalment per metà, diòxid de carboni i monòxid de carboni, encara que també es troben altres gasos en menor proporció.
Per a la seva obtenció, es pot utilitzar com a primera matèria l'excreció animal, la cachaça de la canya de sucre, els residus d'escorxadors, destil·leries i fàbriques de llevat, la polpa i la clofolla del cafè, així com la matèria seca vegetal.
Hi ha quatre tipus de bacteris que intervenen en la fermentació:
1. Les hidrolítiques, que produeixen àcid acètic, compostos monocarbonats, àcids greixosos orgànics i altres compostos policarbonats.
2. Les acetoacètiques, productores d'hidrogen.
3. Les homo-acetoacètiques, que poden convertir una quantitat considerable de compostos carbonatats en àcid acètic.
4. Les metano-gèniques, productores del gas metà, principal component del biogàs, amb una proporció de 40 a 70% de metà (CH4).

El biogàs és gas metà (CH₄) obtingut a partir de residus urbans orgànics separats i que es pot usar com a combustible per a obtenir calor i electricitat, igual que a les centrals tèrmiques amb altres combustibles. Presenta l'avantatge que s'obté a partir de residus que altrament serien llençats a abocadors. En separar les escombraries domèstiques orgàniques, quan aquestes són tractades, se sotmeten a una digestió anaeròbia, o fermentació sense presència d'oxigen, de manera que les escombraries redueixen el seu volum (això ja implica menys abocadors) i, adientment tractades poden emprar-se com a fertilitzant, de vegades anomenat compost. Part de la matèria es transforma en gas metà, que en aquest cas alguns anomenen biogàs, i que pot ser emprat en lloc de gas natural com a combustible, per exemple a una central termoelèctrica per a obtenir electricitat. Algunes persones fan aquest procediment de manera casolana amb residus del jardí o fins i tot alimentaris, obtenen el fertilitzant però no els val la pena recollir el metà, que deixen anar a l'atmosfera. Com a curiositat, es tracta del mateix gas que emetem als pets.
El biogàs no pretén substituir totalment els altres combustibles sinó que es considera un producte de reutilització o reciclatge d'una part de les escombraries. Les seves propietats químiques, físiques, energètiques i contaminants són les mateixes que les del metà. Actualment, amb potser el petroli blau, és l'únic biocombustible usat als Països Catalans, per exemple a l'Ecoparc de Barcelona. La resta es troben encara en etapa de teorització i experimentació de propietats en laboratoris docents.

### Bioetanol

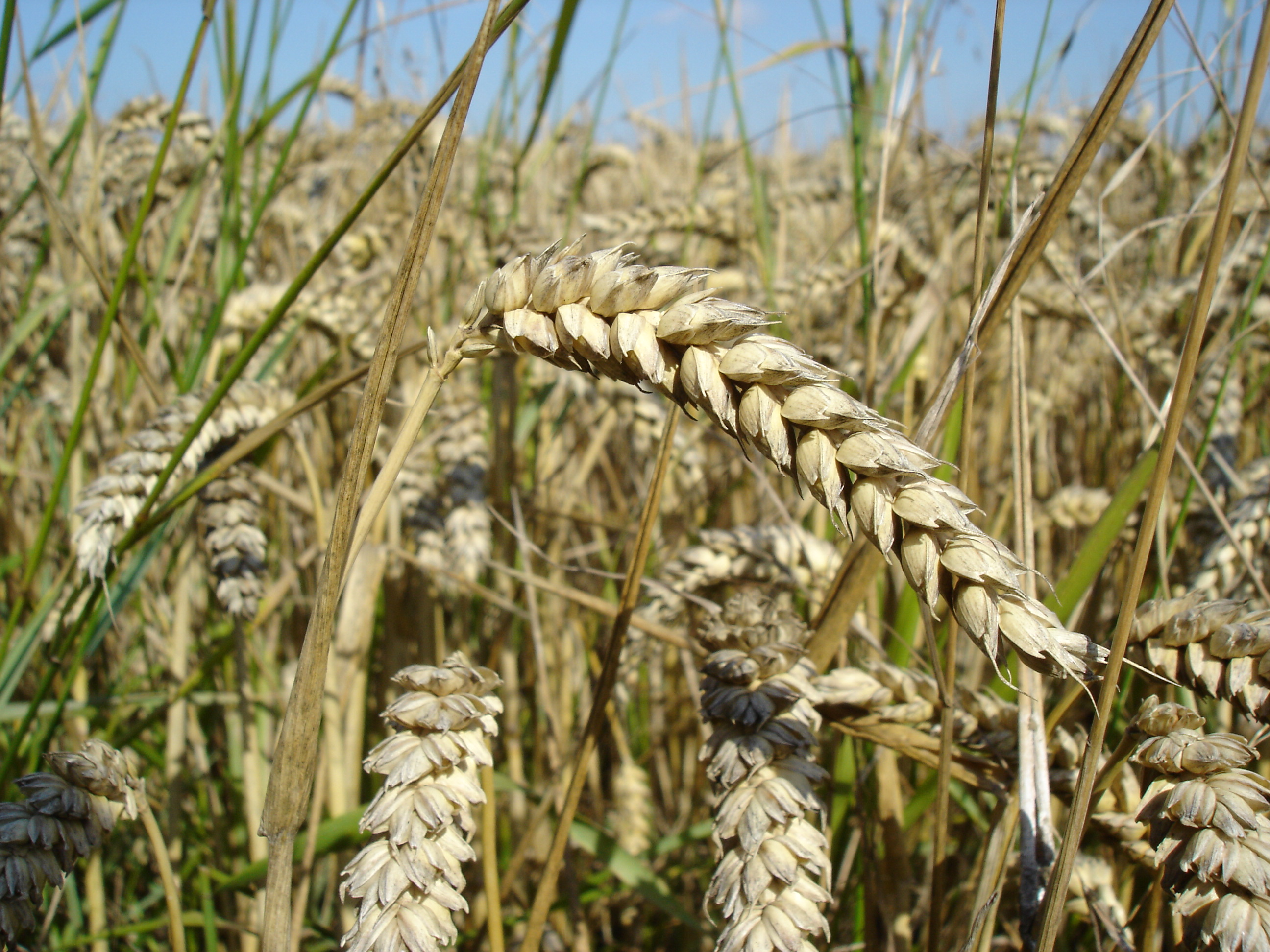
Es pot obtenir etanol del blat

El bioetanol, és un compost químic que es pot obtenir a partir de la fermentació dels sucres d'algunes espècies vegetals; Quan és així rep el nom de bioetanol o agroetanol. L'agroetanol s'empra com a combustible líquid en alguns vehicles motoritzats, bàsicament com a agrocombustible additiu de la gasolina. També anomenat etanol d'agromassa, és simplement etanol, amb les seves mateixes propietats físiques i químiques.
El bioetanol està format per grasses trans, un alcohol que es fabrica en major part mitjançant un procediment similar al de la cervesa. Al llarg d'aquest procés els midons són convertits en sucres, aquests pateixen una fermentació que els transforma en etanol, i aquest és destil·lat en la seva forma final. És produït principalment a partir de canya de sucre o blat de moro (el blat de moro és barrejat amb una mica d'ordi o blat en alguns casos), els seus hidrats de carboni són fermentats a etanol pels llevats del gènere Saccharomyces.
La canya de sucre representa la font més atractiva per la producció d'etanol, perquè els sucres que conté són simples i fermentables directament por els llevats. Però, el major inconvenient és que resulta cara com a primera matèria. Com que els cultius com el blat de moro són rics en midó, un hidrato de carboni complex que necessita primer ser transformat en sucres simples. Aquest procés rep el nom de sacarificació i, en produir-se un pas més en la producció, s'augmenta el cost.
La producció pot portar-se a terme tant a partir de residus agrícoles, forestals, industrials o urbans. Les deixalles agrícoles i forestals, primeres matèries riques en cel·lulosa, són les que més abunden i la seva utilització té un menor cost. Tot i això, no resulta rendible en l'actualitat l'obtenció d'etanol a partir d'aquests residus, ja que la conversió de la cel·lulosa en sucres fermentables és un procés complex i costos.
En l'actualitat, els principals productors d'alcohol com a combustible són Brasil, Estats Units i Canadà.

### Biodièsel

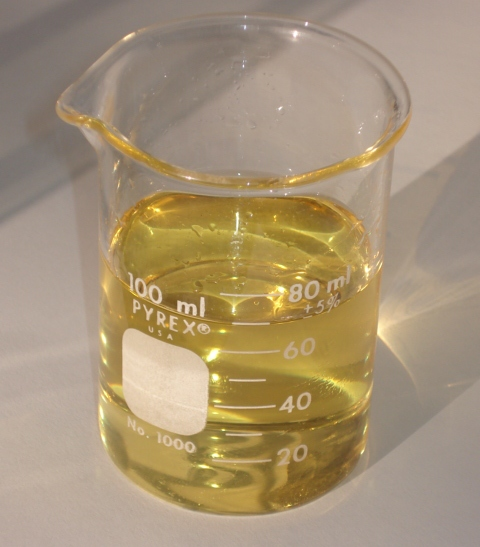
Oli de soja per a ús combustible o d'agrodièsel, abans d'afegir colorant com mana la legislació vigent a la Unió Europea.

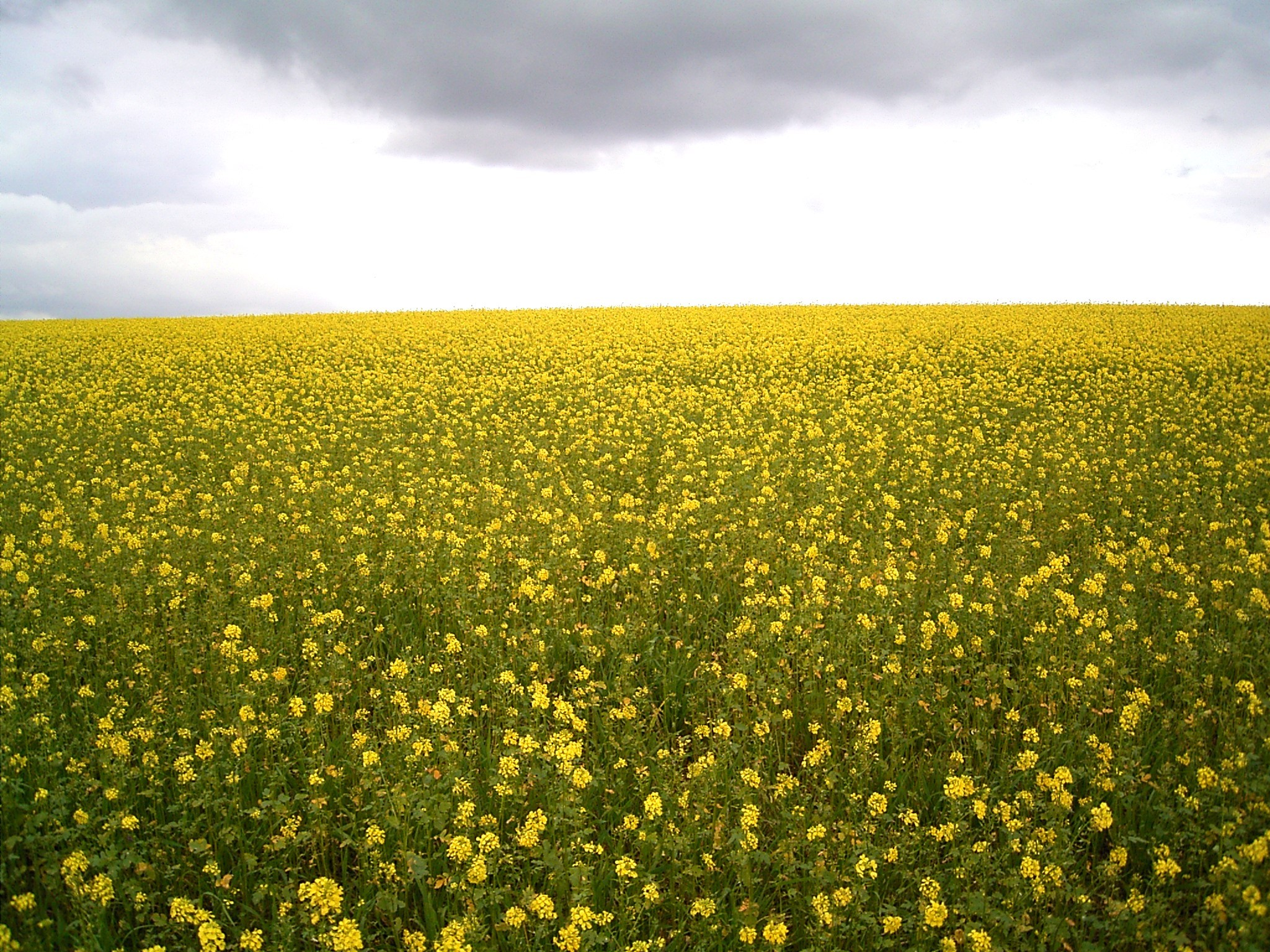
Cultiu de colza

Es denomina biodièsel a l'èster que es produeix a partir de diversos tipus d'oli o greix, que poden ser tant d'origen vegetal, com els olis de soja, colza o gira-sol, com d'origen animal.
L'elaboració del biodièsel està basada en l'anomenada transesterificació dels acilglicerols, mitjançant d'utilització de catalitzadors. Des del punt de vista químic, els olis vegetals són triacilglicerols, és a dir tres cadenes moleculars llargues d'àcids greixosos unides a un alcohol, el glicerol. En la reacció de transesterificació, una molècula d'un triacilglicerol reacciona amb tres molècules de metanol o etanol per a donar tres molècules de monoèsters i una de glicerol.
Aquests èsters metílics o etílics (biodièsel) es barregen amb el combustible dièsel convencional en qualsevol proporció o s'utilitzen com a combustible pur (biodièsel 100%) en qualsevol motor dièsel. El glicerol desplaçat es recupera com un subproducte de la reacció.
El biodièsel és un combustible exhaurible que s'obté per la transesterificació de triacilglicerols (oli, que pot ser ja usat o no). El procés de transesterificació consisteix a combinar l'oli (normalment vegetal) amb un alcohol lleuger (normalment metanol) i s'obté com a residu, glicerina. Tot i que existeixen aproximadament 300 espècies de plantes oleaginoses, les matèries primeres amb què es produeix habitualment el biodièsel són: gira-sol, colza, soja, palma, olis vegetals reciclats i greixos animals. En el cas dels vegetals, el cultiu es duu a terme de manera extensiva. La producció actual espanyola fa servir principalment olis fregits (fets servir) com a primera matèria que posteriorment s'afegeixen al gasoil d'automoció, obtenint el biodièsel.
Un estudi indica que 100 Kg d'oli i 11 Kg de metanol (amb catalitzador), produeixen en una hora (a 70 °C) una quantitat de 100 kg de dièster (sinònim de biodièsel. Contracció de dièsel i èster) i 11 kg de glicerina. Precisament la gran quantitat de glicerina que es genera s'introdueix al mercat, fet que pot ocasionar un problema.
Agrodièsel com a combustible d'automoció
Els requeriments específics i els mètodes de control per la comercialització i distribució d'èsters metílics d'àcids grassos per la utilització de motors dièsel amb 100% de concentració es troben a la norma EN 14214 transcrita a la legislació espanyola en el Reial Decret 61/2006 Arxivat 2014-03-23 a Wayback Machine., de 31 de gener, per la qual es determinen les especificacions de gasolines, gasoils, fueloils i gasos liquats de petroli i es regula l'ús de determinats biocarburants.
Presenta els mateixos problemes de manca de sostenibilitat, i fins i tot de viabilitat, a més dels ètics, que el bioetanol. Malgrat la imatge que volen vendre les empreses d'agrodièsel, per exemple afegint el prefix bio devant del nom ("biodièsel") que li han assignat, no és un producte desitjable ni compatible amb el desenvolupament sostenible.
L'avantatge pels agricultors i comerçants d'aquests productes és que els costos per a produir-los són molt menors, ja que els olis per a ús industrial no estan obligats a les mateixes exigències que els que ho són per a consum alimentari humà, i el seu marge econòmic és enorme, ja que comparen el seu preu de venda al públic no amb el d'un producte alimentari (com per exemple, unnap) sinó amb la benzina i el gasoil. Alguns comerciants d'aquests cultius per a consum humà també se'n veuen beneficiats, ja que en disminuir l'oferta total poden vendre els seus productes més cars, això explica que alguns governs estiguin interessats a promocionar aquesta mena de cultiu. Cal dir que altres governants, d'altres partits polítics, poden preferir un altre tipus de cultiu o d'agricultura i de fet alguns partits polítics demanen rebaixar el percentatge d'agrodièsel i agrocombustibles en general al mix energètic i abandonar les altes quotes previstes per aquests als plans nacionals energètics (per exemple, a França se n'ha previst un 20% per a 2020).
D'altra banda, de tant en tant es cometen delictes relacionats amb la substitució enganyosa d'olis alimentaris per aquests olis industrials, més econòmics però que solen resultat tòxics i fins i tot mortals. Per exemple, a Espanya l'enverinament de milers de persones als anys 80 per la Síndrome de l'Oli Tòxic (SOT) amb oli de colza cultivat com a combustible va tenir molt ressò. Igualment, ni el greix animal ni l'oli vegetal per a consum alimentari no es poden usar com a combustible sense tractaments específics previs, a part que el fet d'intentar-ho pot malmetre el motor de l'automòbil.
El principal productor de biodièsel en el món és Alemanya, que des de la Segona Guerra Mundial té tradicionalment una certa voluntat de mirar de ser el més independent possible dels productes derivats del petroli, que ha d'importar d'altres països. Aquest Estat concentra el 63% de la producció mundial, seguit de França amb el 17%, Estats Units amb el 10%, Itàlia amb el 7% i Àustria amb el 3%. Aquests països no tenen jaciments de petroli propis i van tenir un paper important a aquella guerra. El cas dels Estats Units és diferent, respon al seu model econòmic i agrònom, que prioritza el monocultiu en agricultura extensiva.

### Altres
Altres, com el biopropanol i biobutanol són menys coneguts popularment. Darrerament s'està investigant una nova generació de biocombustibles amb una filosofia diferent, entre els quals es troba, per exemple, el biocombustible d'algues.
en aquest punt també podríem destacar les aplicacions energètiques de la biomassa llenyosa, com per exemple amb el rendiment de salzes coronadissos.